# Indie na Letních olympijských hrách 2008
Indie se účastnila Letní olympiády 2008. Zastupovalo ji 57 sportovců ve 12 sportech.

## Medailisté
| Medaile | Jméno          | Sport             | Soutěž                        |
| ------- | -------------- | ----------------- | ----------------------------- |
| Zlato   | Abhinav Bindra | Sportovní střelba | muži 10 metrů vzduchová puška |
| Bronz   | Sušíl Kumár    | Zápas             | muži volný styl do 66 kg      |
| Bronz   | Vijender Singh | Box               | muži váha střední do 75 kg    |